# Бої за гору Остін
Бої за гору Остін, частину яких часто називають Битвою за Гіфу, відбувались з 15 грудня 1942 року по 23 січня 1943 року і були головними в районі річки Матанікау на острові Гуадалканал під час Гуадалканальської кампанії. В боях брали участь американські війська під командуванням Александера Патча і японські сили під командуванням Харукіті Хякутаке.
В битві американські солдати і морські піхотинці, яким допомагали жителі Соломонових островів, атакували позиції японської армії, яка захищала добре укріплені позиції на декількох пагорбах і хребтах. Найбільш важливим пагорбам американці дали назви Гора Остін, Стрибаючий Кінь і Морський коник. Американці прагнули знищити японські війська на Гуадалканалі, а японці намагалися утримати свої позиції до прибуття підкріплень.
Обидві сторони відчували значні труднощі при веденні бойових дій у важкопрохідних джунглях і тропічній місцевості. Багато американських солдатів також брали участь у бойових діях уперше. В той ж час, японці були практично відрізані від підкріплень та сильно страждали від недоїдання і відсутності медичної допомоги.

## Результати бою
З певними труднощами, американські війська змогли зайняти гору Остін. Цьому передувало знищення добре укріпленого пункту, який називали Гіфу, а також висот Стрибаючий Кінь і Морський коник. В той же час японці таємно підготували евакуацію з Гуадалканалу і відійшли до західного берега острова. Більшість вцілілих японських солдатів була успішно евакуйована в перший тиждень лютого 1943 року.